# Mary Leiter
Mary Leiter, Nam tước phu nhân Curzon xứ Kedleston, CI (7 tháng 5 năm 1870 – 18 tháng 7 năm 1906), là một nữ thừa kế người Mỹ đã kết hôn với George Curzon, Phó vương Ấn Độ. Mary và chị gái Margaret Leiter được biết đến là hai trong những "Công chúa Đô la Mỹ".